# The Divine Miss M
The Divine Miss M — дебютный студийный альбом американской певицы и актрисы Бетт Мидлер, выпущенный в 1972 году под лейблом Atlantic Records. Пластинка, в основном, состоит из кавер-версий классических шлягеров 50-х, 60-х годов. Название альбома — отсылка к сценическому прозвищу Мидлер — «Божественная Мисс М».

## Коммерческий приём
Альбом смог добраться до шестого места в альбомном чарте Billboard Top LPs & Tape, позднее он получил платиновую сертификацию от американской ассоциации звукозаписывающих компаний за один миллион проданных копий. Все синглы с альбома смогли попасть в чарт Billboard Hot 100, самый лучший результат был у сингла «Boogie Woogie Bugle Boy» — восьмая позиция, также он возглавил чарт Adult Contemporary.

## Награды и номинации
На 16-й церемонии «Грэмми» за запись данной пластинки Бетт Мидлер одержала победу в номинации «Лучший новый исполнитель». Также альбом был номинирован в категории «Альбом года».

## Список композиций
| №  | Название                | Автор(ы)                               | Длительность |
| -- | ----------------------- | -------------------------------------- | ------------ |
| 1. | «Do You Want to Dance?» | Бобби Фримен                           | 2:44         |
| 2. | «Chapel of Love»        | Джефф Барри, Элли Гринвич, Фил Спектор | 2:55         |
| 3. | «Superstar»             | Бонни Брамлетт, Леон Расселл           | 5:11         |
| 4. | «Daytime Hustler»       | Джефф Кент                             | 3:34         |
| 5. | «Am I Blue»             | Гарри Экст, Грант Кларк                | 5:25         |

| №   | Название                  | Автор(ы)                                 | Длительность |
| --- | ------------------------- | ---------------------------------------- | ------------ |
| 6.  | «Friends» (Session 1)     | Марк Клингман, Баззи Лингхарт            | 2:50         |
| 7.  | «Hello in There»          | Джон Прайн                               | 4:17         |
| 8.  | «Leader of the Pack»      | Джордж Мортон, Джефф Барри, Элли Гринвич | 3:30         |
| 9.  | «Delta Dawn»              | Ларри Колинз, Алекс Харви                | 5:18         |
| 10. | «Boogie Woogie Bugle Boy» | Дон Рэй, Хью Принс                       | 2:25         |
| 11. | «Friends» (Session 2)     | Марк Клингман, Баззи Лингхарт            | 2:54         |

| №  | Название                                   | Автор(ы)                                 | Длительность |
| -- | ------------------------------------------ | ---------------------------------------- | ------------ |
| 1. | «Chapel of Love» (Single Mix)              | Джефф Барри, Элли Гринвич, Фил Спектор   | 2:44         |
| 2. | «Boogie Woogie Bugle Boy» (Single Version) | Дон Рэй, Хью Принс                       | 2:18         |
| 3. | «Do You Want to Dance?» (Single Mix)       | Бобби Фримен                             | 2:55         |
| 4. | «Friends» (Single Mix)                     | Марк Клингман, Баззи Лингхарт            | 2:59         |
| 5. | «Old Cape Cod» (Earliest Recording & Mix)  | Клэри Ротрок, Милтон Якус, Аллан Джеффри | 2:52         |
| 6. | «Marahuana» (Earliest Recording & Mix)     | Артур Джонстон, Сэм Кослоу               | 2:32         |
| 7. | «Superstar» (Alternate Recording)          | Бонни Брамлет, Леон Расселл              | 5:08         |
| 8. | «Saturday Night» (Demo)                    | Рэнди Мейснер, Дон Хенли, Гленн Фрай     | 3:09         |
| 9. | «Mr. Freedom & I» (Demo)                   | Марк Клингман                            | 3:01         |

## Позиции в хит-парадах

### Еженедельные чарты
| Хит-парад (1972)              | Высшая позиция |
| ----------------------------- | -------------- |
| Австралия (Kent Music Report) | 10             |
| Канада (RPM Top Albums/CDs)   | 5              |
| Япония (Oricon)               | 58             |
| США (Billboard 200)           | 9              |

### Годовые чарты
| Хит-парад (1973)       | Позиция |
| ---------------------- | ------- |
| США (Cash Box Top 100) | 42      |

## Сертификации и продажи
| Регион | Сертификация | Продажи    |
| --- | ------------ | ---------- |
| Канада (Music Canada) | Платиновый   | 100 000^   |
| США (RIAA) | Платиновый   | 1 000 000^ |
| * Данные о продажах приведены только на основе сертификации. ^ Данные о тиражах приведены только на основе сертификации. |              |            |